# Foxit Software
Fujian Foxit Software Development Joint Stock Co., Ltd. (chinês simplificado: 福建福昕软件开发股份有限公司), também conhecida como Foxit Software (chinês simplificado: 福昕软件), é uma empresa de software sediada em Fuzhou, China, com subsidiárias nos Estados Unidos, Europa, Japão e Austrália.
A Foxit desenvolve software baseado no Portable Document Format (PDF), oferecendo ferramentas para criação, edição, assinatura eletrônica e segurança de documentos digitais.
Além de Fuzhou, a empresa possui escritórios em Pequim, Berlim, South Yarra (Melbourne), Japão, Taiwan, Coreia do Sul, França, Macedônia do Norte e Eslováquia.
Em 2016, havia cerca de 425 milhões de usuários do software da Foxit, com vendas para mais de 100.000 clientes em 200 países.
A Foxit foi nomeada a segunda melhor editora de PDF de 2022 pelo ComHQ.

## História
A Foxit Software foi fundada em 2001 por Eugene Y. Xiong (chinês: 熊雨前), um cidadão chinês com residência permanente nos Estados Unidos, com o objetivo de desenvolver softwares em formato PDF semelhantes aos da Adobe Systems e outros fornecedores, oferecendo alternativas a preços mais baixos.
Em 2009, a empresa foi formalmente incorporada como Foxit Corporation.
Em dezembro de 2015, a Foxit abriu capital no mercado de balcão chinês, o NEEQ.
Antes de 2019, a Amazon foi uma das principais investidoras da Foxit, detendo até 12,38% das ações. No entanto, vendeu sua participação em 2019 para permitir que a Foxit se qualificasse ao processo simplificado de IPO na China.
Em junho de 2020, a empresa recebeu autorização para listagem no STAR Market da Bolsa de Valores de Xangai (Sci-Tech Innovation Board).
Segundo os documentos pré-IPO, a Foxit pretendia arrecadar cerca de 409 milhões de yuans (aproximadamente 49 milhões de dólares).
Em 2019, a maior parte do desenvolvimento de software da empresa era realizada na China, enquanto mais de 90% da receita vinha do exterior — principalmente dos Estados Unidos, Europa, Japão e Austrália. A maior parte do lucro líquido tem origem nos EUA. A principal concorrente declarada é a Adobe Inc..

### Aquisições
A Foxit cresceu tanto de forma orgânica quanto por meio de diversas aquisições:
| Empresa                                                  | Data de conclusão |
| -------------------------------------------------------- | ----------------- |
| CVISION Technologies (fundida com a Foxit Software Inc.) | Agosto de 2017    |
| Sumilux                                                  | Julho de 2016     |
| Debenu (renomeada Foxit Australia)                       | Março de 2016     |
| LuraTech (renomeada Foxit Europe)                        | Outubro de 2015   |
| Dataintro                                                | Agosto de 2014    |
| eSignGenie                                               | Outubro de 2021   |

## Produtos principais
- Foxit Reader – Leitor de PDF gratuito lançado em 2004.
- Foxit PhantomPDF / PDF Editor – Editor avançado de PDFs, renomeado para Foxit PDF Editor a partir da versão 11 em 2021.[18][19][20]
- ConnectedPDF – Extensão funcional do PDF tradicional com rastreamento e colaboração.[21]
- Foxit PDF Compressor – Compressão e OCR para PDFs pesquisáveis.
- Foxit Rendition Server – Conversão centralizada de documentos para PDF/PDF-A.
- Kits de desenvolvimento (SDKs) – Para desenvolvedores criarem soluções personalizadas.[22]
- Parcerias OEM – Tecnologia utilizada no Kindle, Gmail, Google Chrome e no projeto PDFium do Google.[23][24]